# Bharatipur
Bharatipur (en népalais : भारतीपुर) est un comité de développement villageois du Népal situé dans le district de Nawalparasi. Au recensement de 2011, il comptait 3 189 habitants.